# EduLab
株式会社EduLab（えでゅらぼ、英語名：EduLab, Inc.）は、東京都港区に本社を置く、教育関連サービスを提供する日本企業。英検のテストセンター運営等の事業を行っている。

## 概要
前身は髙村淳一と松田浩史が2000年に設立した株式会社エヴィダスである。株式会社エヴィダスは、2001年に設立された株式会社教育測定研究所と2002年に合併している（存続会社は株式会社教育測定研究所）。2015年3月に、株式移転により株式会社EduLabが設立された。2018年12月に東京証券取引所マザーズに上場。2020年10月には市場区分が東証第一部となったが、不正会計や新規上場並びに市場変更時における申請書類に虚偽があったことから、2022年2月に再度マザーズへ市場変更された（後述）。
創業者である髙村・松田ともに2000年頃は旺文社関係者であり、株式会社エヴィダスは旺文社の100％子会社だったこともある。なお、株式会社EduLab、株式会社教育測定研究所は同一所在地にある。
2022年4月に東京証券取引所から特設注意市場銘柄の指定を受け、2022年7月に増進会ホールディングスと資本業務提携を締結。同年8月に増進会ホールディングスの子会社であるZE1が、髙村、松田などから株式の一部を取得した（後述）。

## 不正会計・上場書類の虚偽記載
2021年8月2日に、2021年9月期の第3四半期決算の発表延期とともに、特別調査委員会の設置が発表された。結局、四半期報告書は過去の財務諸表等訂正と併せて同年10月15日に公表された。しかし、会計監査人であるあずさ監査法人は2016年9月期（上場前）から全ての訂正後連結財務諸表について意見不表明、2018年9月期第３四半期以降の訂正後四半期連結財務諸表について結論不表明とした。連結の範囲や、連結子会社である株式会社教育測定研究所に関する売上高の実在性等が疑われている。同年12月23日に行われた取締役会において、髙村、松田、関伸彦を代表取締役に再任しないことを決議。後任の代表取締役社長兼CEOには廣實学が就任し、髙村、松田、関の3人は取締役に降格となった。
EduLabは2021年12月24日、2022年1月4日が提出期限となっていた2021年9月期有価証券報告書の提出期限の期限延長申請を関東財務局へ申請し、提出期限を同年2月28日までとする承認を受け、同年2月28日に2021年9月期有価証券報告書を関東財務局へ提出した。2022年2月14日には、同日に提出期限となっていた2022年9月期第1四半期報告書の提出期限の期限延長申請を関東財務局へ申請し、提出期限を同年3月31日までとする承認を受けた。
東京証券取引所は2022年1月11日、新規上場申請や東証一部への市場変更申請において虚偽の回答などを行っていたとして、同年1月25日までに改善報告書を提出する事を求めた他、同年2月12日付で指定替え・市場変更等の特例（改善報告書の提出徴求）により、東証一部からマザーズへの市場変更を行う事を決定した。EduLabは同年1月25日に改善報告書を東京証券取引所へ提出した他、同年2月12日にマザーズへ再度市場変更された。EduLabは同年4月4日に実施される新市場区分において東証スタンダード市場を選択していたが、マザーズへの再市場変更により、2022年2月10日に東証グロース市場への市場選択の再申請を行った。東証株価指数も、マザーズへ再市場変更により同年2月14日に除外された。EduLabは、マザーズへの新規上場並びに東証一部への市場変更の際、申請書類に虚偽の財務諸表を基に公募増資を実施していた事が明らかとなった。指定替え・市場変更等の特例が適用された上場企業は、2020年12月に同じく東証一部からマザーズへ再度市場変更されたハイアス・アンド・カンパニー（特設注意市場銘柄の指定）に次いで2社目となった。
EduLabは2022年2月28日、再度訂正処理を行った2018年9月期から2020年9月期までの有価証券報告書並びに2021年9月期第1四半期から2021年9月期第3四半期までの四半期報告書を再度訂正処理を行った上で関東財務局へ提出した。特別調査委員会は、2022年2月28日に最終調査結果を公表した。特別調査委員会は一連の不正会計を「予算達成が優先され、経営陣や経理部門など全社的に適切な会計処理に対する意識が薄かった」「取締役会は圧倒的多数を社内の業務執行取締役が占め、緊張感の欠如を招いた可能性がある」などと指摘した。またEduLabは、2017年9月期おいて約1億2000万円の最終赤字にもかかわらず、約3億3000万円の最終黒字と虚偽の記載を行っていた他、2018年9月期から2020年9月期にかけても、同様の虚偽記載が行われていた事が明らかとなった。2021年9月期は減損損失や特別調査委員会の関連費用などにより、最大となる約53億円の最終赤字を計上した。
東京証券取引所は2022年4月1日、内部管理体制に問題があるとして、EduLabを特設注意市場銘柄に指定した。あずさ監査法人は同年4月20日に会計監査人を退任し、一時会計監査人には監査法人アリアを選任した。東証マザーズ指数も、特設注意市場銘柄の指定に伴い同年4月28日に除外された。EduLabは、東京証券取引所による実効性の確保手段により、東証株価指数と東証マザーズ指数の2回も株価指数から除外される事になった。高村も同年5月9日に取締役を退任した他、松田も後に取締役を辞任した。
EduLabと増進会ホールディングスは、2022年7月29日に資本業務提携を締結。増進会ホールディングスの子会社であるZE1は同年8月2日、髙村、松田などから株式を取得し、ZE1はEduLabの筆頭株主となった。これにより、増進会ホールディングスが保有する株式は、ZE1保有分と合わせて33.16%となった他、髙村と松田は主要株主ではなくなった。EduLabと旺文社は2022年8月25日、株式会社旺文社EduLab EDGe Schoolが早期黒字化が見込めないこと等から、旺文社EduLab EDGe Schoolにおける合弁事業を解消し、旺文社EduLab EDGe Schoolを解散する事を発表し、旺文社EduLab EDGe Schoolは2023年6月9日に清算が結了した。
EduLabは2022年12月7日、東京証券取引所に対して改善状況報告書を提出。同年12月22日に定時株主総会が開かれ、新たに3人の取締役が選任されたと同時に、関は取締役を退任した。不正会計に関与した人物の内、高村と松田は2022年12月末で、関も2023年1月末でそれぞれEduLabを退社した。残る3名に関しても、2022年12月から2023年3月にかけてEduLabを退社した。これにより、創業者である高村や松田など、不正会計に関与した人物は経営陣から一掃される事になった。
東京証券取引所は2023年5月20日、特設注意市場銘柄の指定を解除した。
2021年9月期以降における経営状況は、減損損失や特別調査委員会の関連費用、訴訟関連費用などにより4期連続で最終赤字が続いており、2023年9月期は約32億円の最終赤字となった他、純資産は約50億円から約18億円と大幅に減少した他、総資産も約124億円から約60億円と大幅に減少した。このためEduLabは、2024年2月に登記上の本店を渋谷ソラスタから東京都港区へ移転した他、2024年3月31日限りで教育プラットフォーム事業（「英ナビ!」「スタギア」など）を廃止した。
証券取引等監視委員会は2023年10月20日、金融商品取引法違反の疑いで、EduLabに課徴金約2億3705万円を納付させるよう金融庁に勧告した。